# André Bloch (componist)
André Bloch (Wissembourg, 14 januari 1873 - Parijs, 7 augustus 1960) was een Frans componist en muziekpedagoog. 

## Biografie
Hij studeerde al op zeer jonge leeftijd bij André Gedalge, Ernest Guiraud en Jules Massenet aan het Conservatoire de Paris. Hij haalde een tweede prijs voor solfège in 1883 toen hij 10 was, en het jaar erop een eerste prijs. In 1889 behaalde hij de eerste prijs voor piano en in 1890 die voor harmonieleer. 
In 1892 behaalde hij een tweede prijs bij het concours voor de Prix de Rome met zijn cantate Amadis, achter Henri Büsser 9die ook een tweede prijs won, de eerste prijs werd dat jaar niet uitgereikt). Het jaar erna won hij de Prix de Rome wel, voor zijn cantate Antigone op tekst van Ferdinand Beissier. De prijs stelde hem in staat om verder te studeren aan de Académie de France à Rome (Franse Academie in Rome). 
In 1898 werd hij docent harmonieleer aan het Conservatoire de Paris. Tot zijn studenten behoorde onder anderen Jehan Alain. Hij gaf later les aan het American Conservatory in Fontainebleau dat sinds 1921 in het kasteel van Fontainebleau was gevestigd. De school stond onder leiding van mensen als Francis Casadesus, Charles-Marie Widor, Maurice Ravel, Marcel Dupré, Robert Casadesus en Nadia Boulanger en werd al snel een belangrijk cultureel ontmoetingspunt tussen Frankrijk en de Verenigde Staten.  Tot zijn privéleerlingen behoorde de componistFernand Oubradous. Zijn naam werd ook bekend bij schoolkinderen, die voor de Tweede Wereldoorlog muziekles kregen met behulp van zijn boek Cent leçons à l’usage des écoles primaires (Gras, 1934).

## Oeuvre
Bloch was vooral bekend als operacomponist. Hij componeerde ook werken voor symfonieorkest, balletten, kamermuziek, pianowerken en liederen.

### Muziektheater
- Maida, eerste opera, 4 aktes, naar een gedicht van Charles Rétry-Darcours, première in 1909.
- Une nuit de Noël (1922), première in Luik, gecomponeerd in Rome
- Brocéliande, première 25 november 1925
- Guignol, opéra-bouffe in 3 aktes, laatste opera, geschreven in 1939, tekst van Justin Godard en Henri Fabert, première bij de Opéra-Comique in Parijs op 18 januari 1949,
- Feminaland (1904), ballet
- Concert-ballet voor piano en orkest (Fougères, 1947),

### Symfonisch
- Au Béguinage (uit de suite Voyages), symfonisch gedicht
- Kaa (de python uit The Junglebook van Rudyard Kipling, symfonisch gedicht, première door Concerts Colonne op 2 april 1933
- L’Isle nostalgique (1945, Fougères)
- Suite palestinienne voor cello en orkest (1948), rhapsodie thématique en 4 épisodes
- Les Maisons de l’éternité voor cello en orkest (Gras, 1950)
- Petite suite dominicale voor klein orkest (Fougères)

### Kamermuziek
- Air à danser (Enoch) voor piano
- Thème varié, Andantino (Fougères) voor piano
- Dans la palmeraie' (Fougères) voor piano et flûte :
- Denneriana (Gras, 1940), voor piano en clarinette :
- Fantaisie variée (Leduc, 1946), Goguenardises, voor piano en fagot

### Vocaal
- Révélation voor 2 stemmen a capella
- Mon père m’a donné un mari voor zang en piano (Fougères).

- Biblioteca Nacional de España: XX1716883
- Bibliothèque nationale de France: cb14816776x (data)
- CiNii: DA13711216
- Gemeinsame Normdatei: 132834014
- International Standard Name Identifier: 0000 0000 8128 2943
- Library of Congress Control Number: n85290642
- Base Léonore: 19800035/390/52277
- MusicBrainz: b1a09f62-f199-4528-ab0a-093ec0efd79f
- Nationale Bibliotheek van Israël: 987007433822605171
- Istituto Centrale per il Catalogo Unico: MUSV008269
- LIBRIS: 276450
- Système universitaire de documentation: 168650290
- Virtual International Authority File: 49489383
- WorldCat: E39PBJc3H7QxGRKVPhjf9RtxjC